# 配送中心
配送中心不是等於一個倉庫。配送中心主要功能是，提供配送服務。在物流供應鏈環節中, 是一處物流結點，為物流下游經銷商、零售商、客戶作配送工序。利用流通設施、信息系統平台. 對物流經手的貨物, 作倒裝、分類、流通加工、配套、設計運輸路線、運輸方式, 為客戶提供度身配送服務。目的節約運輸成本、保障客戶滿意度。

## 配送
配送，是物流活動, 包括貨物配備(集貨、加工、分貨、揀選、配貨)及計劃組織對物流下游用戶送貨。